# 羅珊·巴爾
蘿珊妮·徹里·巴爾（英語：Roseanne Cherrie Barr；1952年11月3日—），是一名美國女演員、作家、電視製片人、導演和2012年美國總統加州和平與自由黨候選人。巴爾在俱樂部進行棟篤笑而展開她的事業，而在情景喜劇《我愛羅珊》演出她自己後名氣大增，節目播出後一炮而紅，並從1988年至1997年持續了9個季度；她在節目中的工作贏得了艾美獎和金球獎最佳女主角獎。八年間，巴爾在情景喜劇打造了「激烈的工薪階層家庭女神」（fierce working-class domestic goddess）的角色，同時締造了不是父權與消費主義受害者、堅強母親的現實秀。
巴爾是來自來自鹽湖城的猶太家庭，也是歐洲和俄羅斯移民的孫女；也曾參與耶穌基督後期聖徒教會。1974年，她嫁給有三個孩子的比爾·彭特蘭（Bill Pentland），在1990年離婚和與前喜劇演員湯姆·阿諾德開展4年的婚姻前，她在1990年的全國播出的棒球比賽演唱美國國歌《星條旗》走音，隨後抓襠部和吐痰的行為惹起了爭議。
情景劇結束後，她在1998年2000年間創辦了自己的脫口秀節目《羅珊秀》；並在2005年舉行棟篤笑世界巡演。2011年，她在當年7月至9月出演即興電視節目《羅珊的堅果》，講述她在夏威夷的農場生活。2012年初，巴爾宣布了她會競選美國總統綠黨候選人提名，但最後輸給吉爾·史坦。隨後她尋求和平與自由黨的總統候選人提名，並於2012年8月4日贏得該黨提名。最後，巴爾在大選中獲得61,971張選票，排名第六。
2009年，羅珊·巴爾假扮希特勒，並且貼上類似希特勒的鬍子，戴着纳粹党党徽臂章。2016年6月，羅珊·巴爾表示自己支持唐纳德·特朗普。